# Треппер, Леопольд
Леопо́льд Тре́ппер (ивр. לאופולד טרפר‎; в советских документах — Лев Захарович Трепер; 23 февраля 1904, Новы-Тарг, Австро-Венгрия — 19 января 1982, Иерусалим, Израиль) — советский разведчик, организатор и руководитель советской разведывательной сети в Западной Европе во время Второй мировой войны, известной как «Красная капелла». До и после работы в разведывательной службе работал журналистом и редактором в различных изданиях на идише под именем Лейб Домб (идиш לײב דאָמב‎).

## Биография

### Треппер в Палестине и Франции
Леопольд Треппер родился 23 февраля 1904 года в Австро-Венгерской империи, в городе Новы-Тарг, в еврейской семье. В 1921 году переехал в город Домброва-Гурнича, где начал работать в еврейской прессе и взял псевдоним Домб (на идише — дуб). Посещал Краковский университет, слушал там лекции по психологии и социологии. В 1923 году принимает участие в восстании краковских рабочих.
В 1924 году, будучи членом социалистического сионистского движения Ха-шомер ха-цаир, отправился в Палестину, где стал одним из руководителей коммунистической партии: «Коммунистом я стал потому, что это учение отвечало моим чаяниям». В Палестине занялся профсоюзной деятельностью, организовал арабские рабочие политические дискуссионные клубы «Ихуд» («Единство») при профсоюзе «Гистадрут».  За свою деятельность против британской администрации в 1929 году был выслан из Палестины. До 1932 года он находился во Франции, где работал в газете на идишe «Дэр моргн» (утро).

### В СССР перед Второй мировой войной

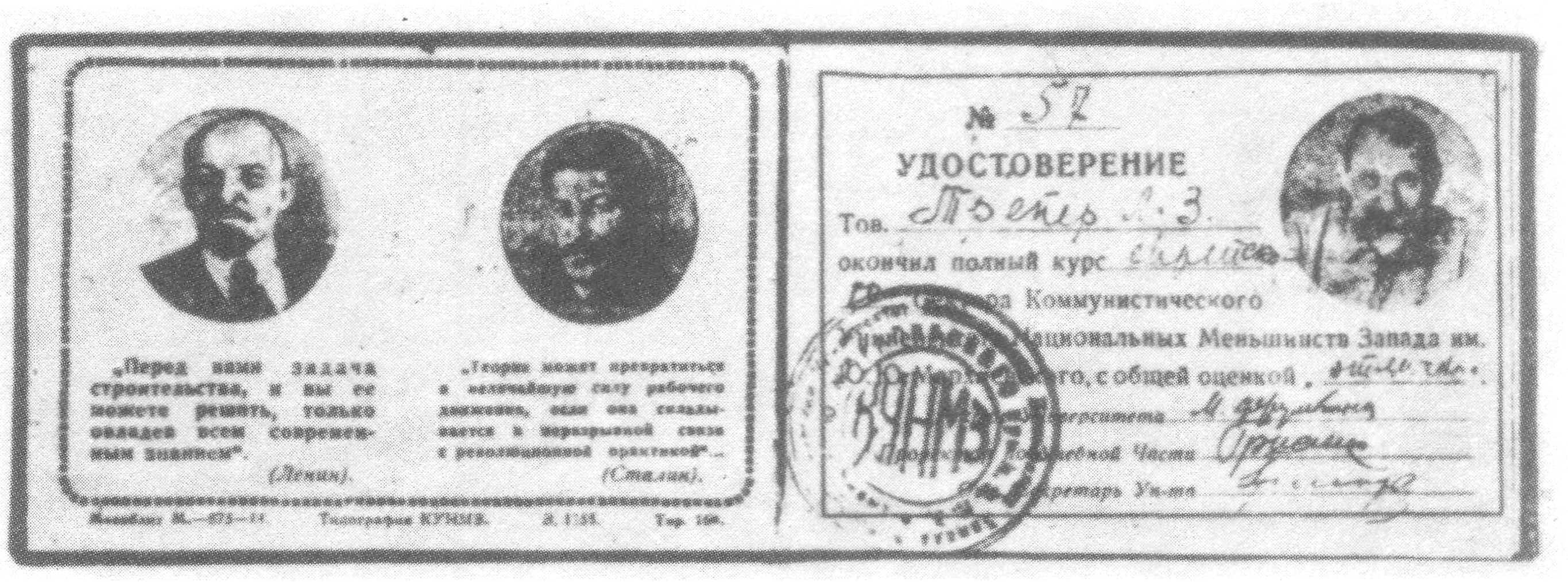
Удостоверение Л. З. Трепера (с одним п) об окончании полного курса в Коммунистическом университете национальных меньшинств Запада

После приезда в СССР в 1932 году Треппер поступил на факультет журналистики Коммунистического университета национальных меньшинств Запада, который закончил в 1935 году. Среди его преподавателей был Семён Диманштейн.
После окончания вуза Треппер получил распределение на работу в отдел международных связей Коминтерна, а через год был направлен оттуда в иностранный отдел ГУГБ НКВД.
В 1936 году состоялась встреча Треппера с начальником разведуправления Красной Армии Берзиным. Берзин понимал, что приход Гитлера к власти в Германии представляет собой серьёзную угрозу для Советского Союза, поэтому уже в то время решил создать в Западной Европе направленную против Германии разведывательную сеть. После ареста Берзина отправка Треппера за рубеж задерживалась.

### Деятельность «Красной капеллы»
В декабре 1938 года его вызвали к новому начальнику разведуправления и сообщили, что план создания разведсети остается в силе. Он получил паспорт на имя канадского фабриканта Адама Миклера, был установлен шифр. Так Треппер отправился в Бельгию, где жил в Брюсселе его друг ещё по Палестине Лео Гроссфогель.
Треппер имел полномочия самостоятельно подбирать людей для создававшейся разведсети. Среди них был ряд его друзей по работе в Палестине, Франции, Бельгии, Нидерландах. Многие из них имели опыт войны в Испании.
В 1939 году из Советского Союза прибыли в Бельгию офицеры военной разведки Михаил Макаров (Карлос Аламо) и Анатолий Гуревич (Виктор Соколов, Винсент Сьерра, в разведуправлении ему дали псевдоним «Кент»).
10 мая 1940 года гитлеровские войска вторглись в Бельгию. Лео Гроссфогелю и Трепперу (Адаму Миклеру) пришлось менять документы. Специалистом по изготовлению фальшивых документов в Бельгии был Авраам Райхман. Он изготавливал поддельные паспорта для беженцев из Германии. Согласно новым документам, Треппер-Миклер стал Жаном Жильбером, а Гроссфогель получил имя Пипер.
По мнению И. А. Дамаскина, автора биографии критика Треппера А. М. Гуревича, почувствовав угрозу ареста, Треппер бросил жену и сына на произвол судьбы и спрятался у своей любовницы Джорджии де Винтер, и отправкой его семьи в СССР занимался А. Гуревич.
Для прикрытия подпольной деятельности группы 13 января 1941 года в оккупированной французской столице была создана торговая фирма «Симекс», а в Брюсселе — «Симекс К°» под руководством «Кента».

В то же время Треппер установил связь с представителями компартии Франции, одновременно занимаясь организацией Сопротивления. Между тем Лео Гроссфогель и «Кент» получили важные сведения о военных приготовлениях немцев на Востоке. В мае 1941 года наряду с ценной военной и военно-экономической информацией Треппер передал Центру сведения о массированной переброске немецких войск к западной границе Советского Союза, а 
в июне сообщил точную дату предстоящего нападения нацистской Германии. Однако Сталин не доверял этим сведениям.
2 сентября 1942 года был арестован Авраам Райхман, а 12 ноября в Марселе — Винсенте Сьерра (выше указано, что это псевдоним Гуревича, однако в статье о нём сказано, что уже 10 ноября, после ареста французской полицией, он был передан гестапо). «Большинство участников бельгийской „Красной капеллы“ после пыток было казнено. Но самое страшное, что на многих легло незаслуженное пятно предательства как например, на К. Ефремова и М. Макарова. Велика в этом „заслуга“ Л. Треппера, оговорившего в своих послевоенных показаниях и в книге „Большая игра“ Гуревича, Ефремова, Макарова и некоторых других», — писал И. А. Дамаскин.
Современные данные не подтверждают эту версию Треппера. Тем не менее, она нашла своё отражение в российском сериале о деятельности «Красной капеллы».
24 ноября 1942 года Треппер решил в сопровождении Гилеля Каца пойти к своему зубному врачу. Там его ждали гестаповцы. Оказалось, что одна из жён подпольщиков во время следствия сказала, что «Жильбер» (Треппер) собирается посетить зубного врача. Так был арестован шеф «Красной капеллы».
Кац ждал Треппера на улице и не попал в руки гестапо. Начальник парижского гестапо Карл Гиринг торжественно сообщил Гитлеру и Гиммлеру: «Большой шеф арестован».
Раскрыв сеть радиопередатчиков «Красной капеллы», нацисты решили использовать её для дезинформации Москвы. Гиммлер хотел — ни больше ни меньше — предложить Советскому Союзу сепаратный мир. Его целью было внести раскол между СССР и его союзниками. Исполнению этого плана помешал Треппер, воспользовавшись своей связью с Москвой через французских коммунистов. В то же время были арестованы заместители Треппера Лео Гроссфогель и Кац. На допросах они мужественно молчали.

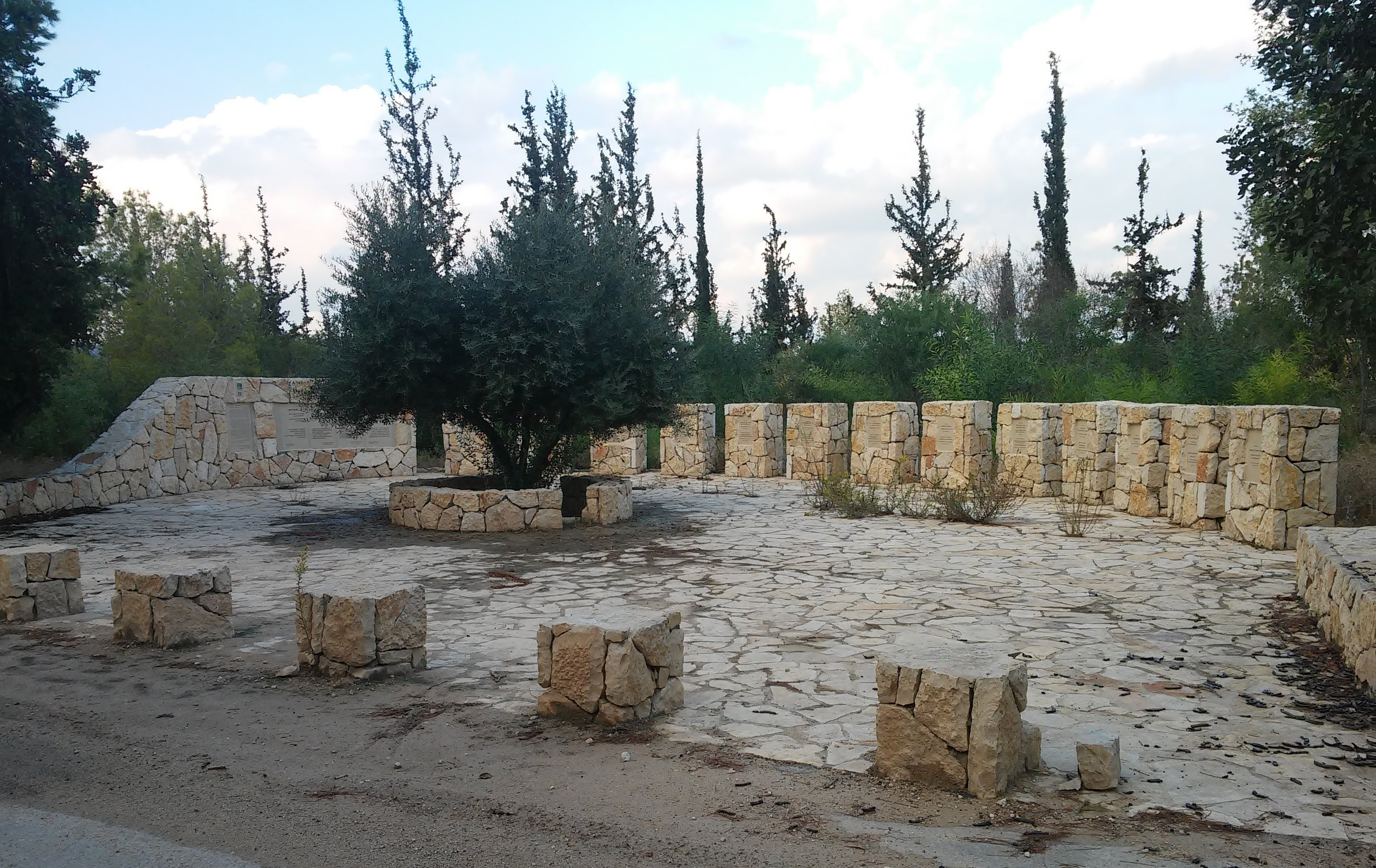
Мемориал "Красная Капелла" в Израиле

Гестаповец Берг доверял Трепперу. Он был болен, и ему требовались лекарства. Треппер сказал, что знает, где можно достать нужные Бергу лекарства, и 13 сентября 1943 года они поехали в аптеку. Треппер воспользовался этой поездкой для побега, а коммунисты помогли ему найти убежище. В 1944 году Треппер с группой участников Сопротивления участвовал в боях против отступавших гитлеровцев.
В январе 1945 года Треппер, руководитель разведгруппы в Швейцарии Шандор Радо, его заместитель Александер Фут — всего 12 человек — сели в самолёт, который отправился в Москву.

### Треппер и Лубянка
Когда Треппер прибыл в Москву, он тут же попал на Лубянку. Его обвинили в связях с Берзиным, расстрелянным в 1938 году.
19 июня 1947 года «Особое совещание» осудило Треппера на 15 лет заключения, а позднее срок сократили до 10 лет.
В 1954 году, после смерти Сталина, Леопольд Треппер был реабилитирован. Когда его привезли в квартиру, где жила его семья, сыновья не хотели признать его отцом: они были уверены, что их отец погиб.

### Треппер в Польше
В 1957 году Треппер получил разрешение выехать с семьёй в Польшу. Там он работал директором варшавского Еврейского культурно-общественного объединения (идиш ייִדישער קולטור-געזעלשאַפֿטלעכער פֿאַרבאַנד‎) и его издательства «Идиш Бух» (Еврейская книга, на идише) вплоть до его закрытия и был известен как Лейб Домб. После закрытия издательства властями написал книгу воспоминаний о его деятельности, которая осталась неопубликованной (как и его уже подготовленная к печати книга «Проблемы ассимиляции и национального развития в свете ленинизма»). После антиеврейской акции Гомулки Треппер в 1970 году решил уехать в Израиль, но получил отказ. Его сыновьям Мишелю, Пьеру и Эдгару разрешили уехать, но самого Треппера не выпускали. К нему в Польшу дважды приезжал французский писатель Жиль Перро, который первым написал книгу о «Красной капелле».

### Борьба за выезд в Израиль. Книга «Красная капелла»
В Европе создавались «Комитеты Треппера», которые требовали разрешить Трепперу уехать. Но только в конце 1973 года Л. Треппер с женой Любой смог выехать на лечение в Лондон, откуда не вернулся в Польшу и уехал в Израиль. В 1975 году он издал на французском языке книгу «Большая игра» (Le grand jeu) и в 1978 году её авторизованную версию на идише «Красная капелла» (ди ро́йтэ капэ́ле). Исходное французское издание было переведено на иврит (1975), немецкий (1975), нидерландский (1976), шведский (1976), итальянский (1976), датский (1976), английский (1976), испанский (1977), словенский (1977), португальский (1977), финский (1977), хорватский (1977), греческий (1977), китайский (1981), русский (1989), венгерский (1990), польский языки (2012) и выдержало ряд переизданий.

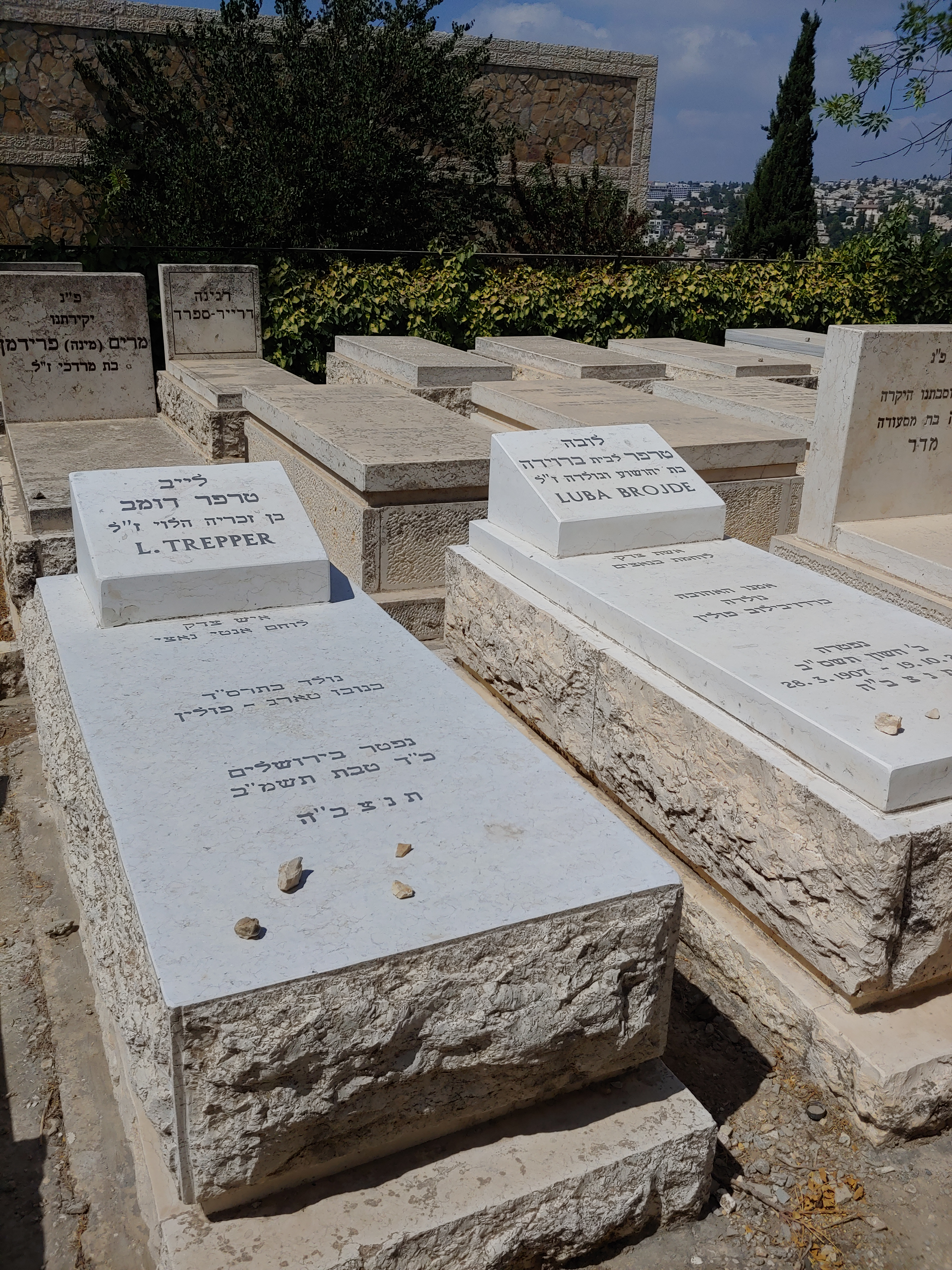
Могилы Л.Треппера и Л.Бройде

Леопольд Треппер умер в Израиле в 1982 году. Похоронен в Иерусалиме на кладбище Хар ха-Менухот. Посмертно награждён медалью "Национальным бойцам", которую министр обороны Израиля Ариэль Шарон вручил его вдове Любе Бройде.

## Семья
- Жена — Люба Бройде (1907—2001).
  - Сын — Мишель Треппер (1931—1992).
  - Сын — Эдгар Леопольдович Бройде-Треппер (псевдоним — Денис Андреевич Антонов, род. 1936) — писатель, литературовед, кандидат филологических наук, в 1971 эмигрировал из СССР, основатель издательства «Чеховград» в ФРГ, в 1991 вернулся с семьёй в Москву[13].
  - Сын — Питер Бройде-Треппер (1945—2005). В Еврейском Университете в Иерусалиме находится Центр инновационной инженерии и информатики имени Питера Бройде

## Книги Леопольда Треппера
- Le grand jeu: mémoires du chef de l’Orchestre Rouge. Париж: France Loisirs, 1975.
- די רױטע קאַפּעליע (ди ройтэ капэлье). Иерусалим: Иерушолаимер алманах, 1978.
- [militera.lib.ru/memo/russian/trepper_lz01/index.html Большая игра.] Нью-Йорк: Liberty Publishing House, 1989.